# 重し

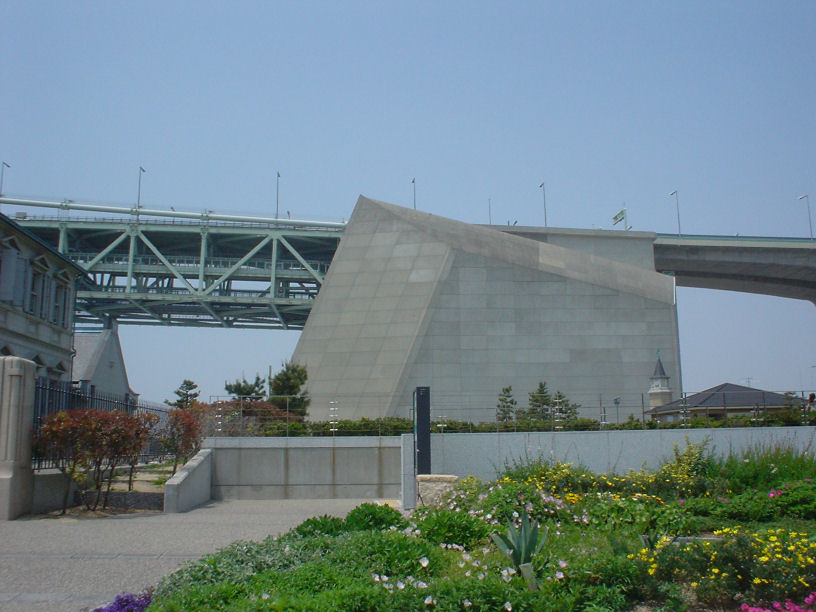
明石海峡大橋のアンカーブロック

重し、重石（おもし、英: weight）とは、適度な重さを持った物で、その重さを利用して使用するもののこと。

## 概説
重量を利用する具体例として、書道において半紙を固定するための文鎮や、紙や布などの端に乗せ、風で飛ばされるのを防ぐ目的で利用するペーパーウェイトがある。また固定以外の目的でも、重量による効果として、漬物を作る際に漬け汁が漬け物全体に行き渡る手助けとして用いたり（漬け物石）、味噌を作る際に、味噌の発酵を手助けする目的で用いることがある。また、船舶を安定させるためのバラスト水や、フォークリフトやクレーンを安定させるためのカウンターウェイトのような用い方もある。
天秤ばかりを使用する際には、計る物体とつりあわせるために用いる。
他の呼び方として、おもり（重り・錘）、鎮（しず）などがある。

## おもり（重り・錘）
糸や布などの端に吊り下げて利用される重しは、通常、おもり（重り・錘）と呼ばれる。
おもりは、糸などをぴんと張るため、あるいは鉛直を指し示すために利用される。例えば、釣りにおいて、針やえさをうまく投げて沈めるためにおもりが使われ、カーテンのすそを安定させるためにはカーテンウエイトが、糸を紡ぐためには紡錘が用いられる。
また、時計の動力とする場合など、位置エネルギーを利用するような機械においてもおもりは使われる。
なお、天秤ばかりなどの重量を計測する機器において、測定する対象とつりあわせるために使う分銅についてもおもりと呼ばれる。これは、吊り下げ型の天秤が一般的だった頃の名残であり、また、一般に重心に対向して配置されつりあいを取るために利用される重しは、おもりと呼ばれる場合がある。

## 文鎮・ペーパーウエイト

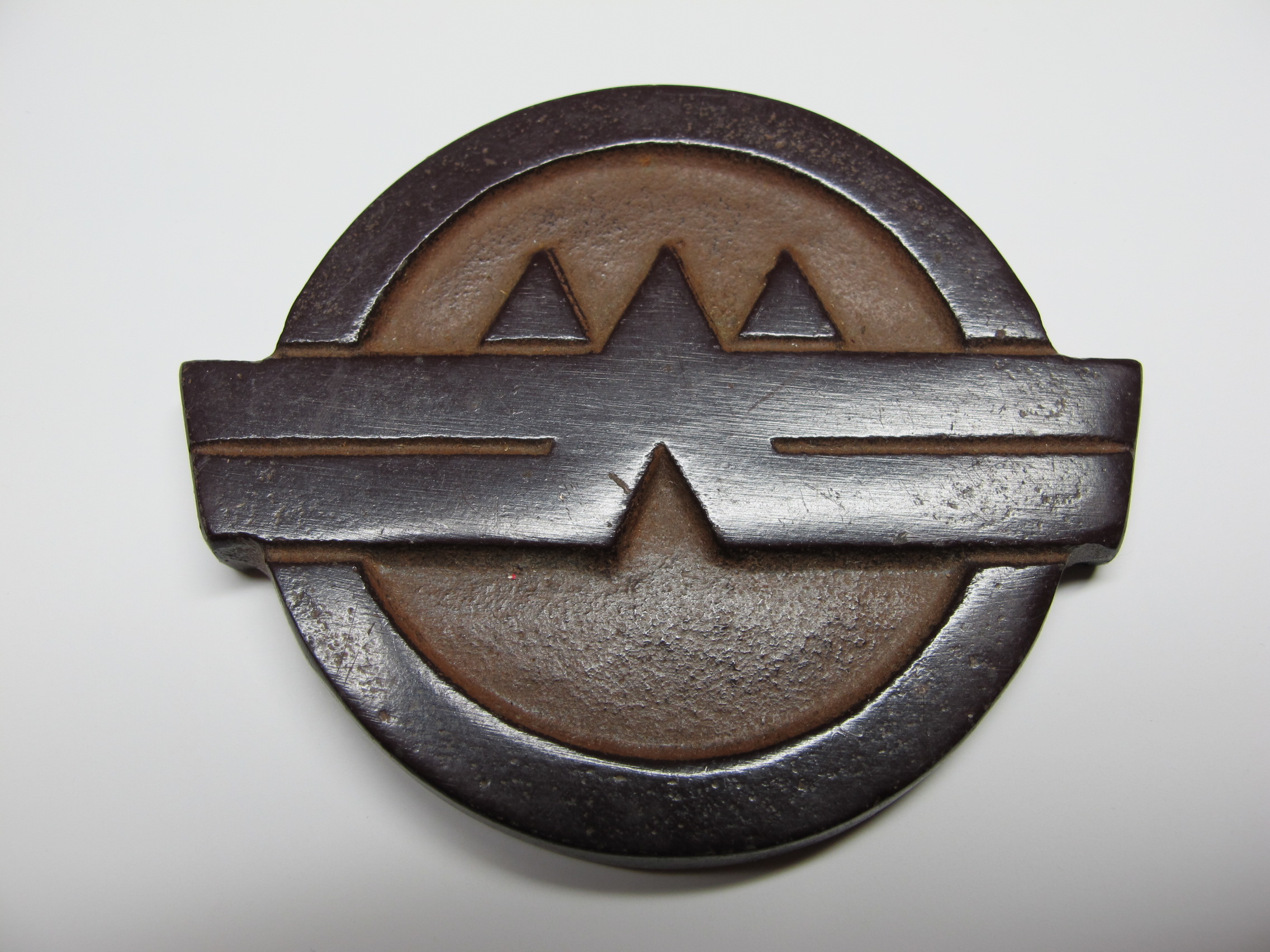
文鎮

紙や布状のものが、風でばたついたり筆記する際の摩擦などによりずれたりするのを防ぐために、そのうえに重石を置く事がある。重しを置く事によって上下方向への運動が制限されるだけでなく、摩擦力を増加させて水平方向へのずれが生じるのを防ぐ効果もある。

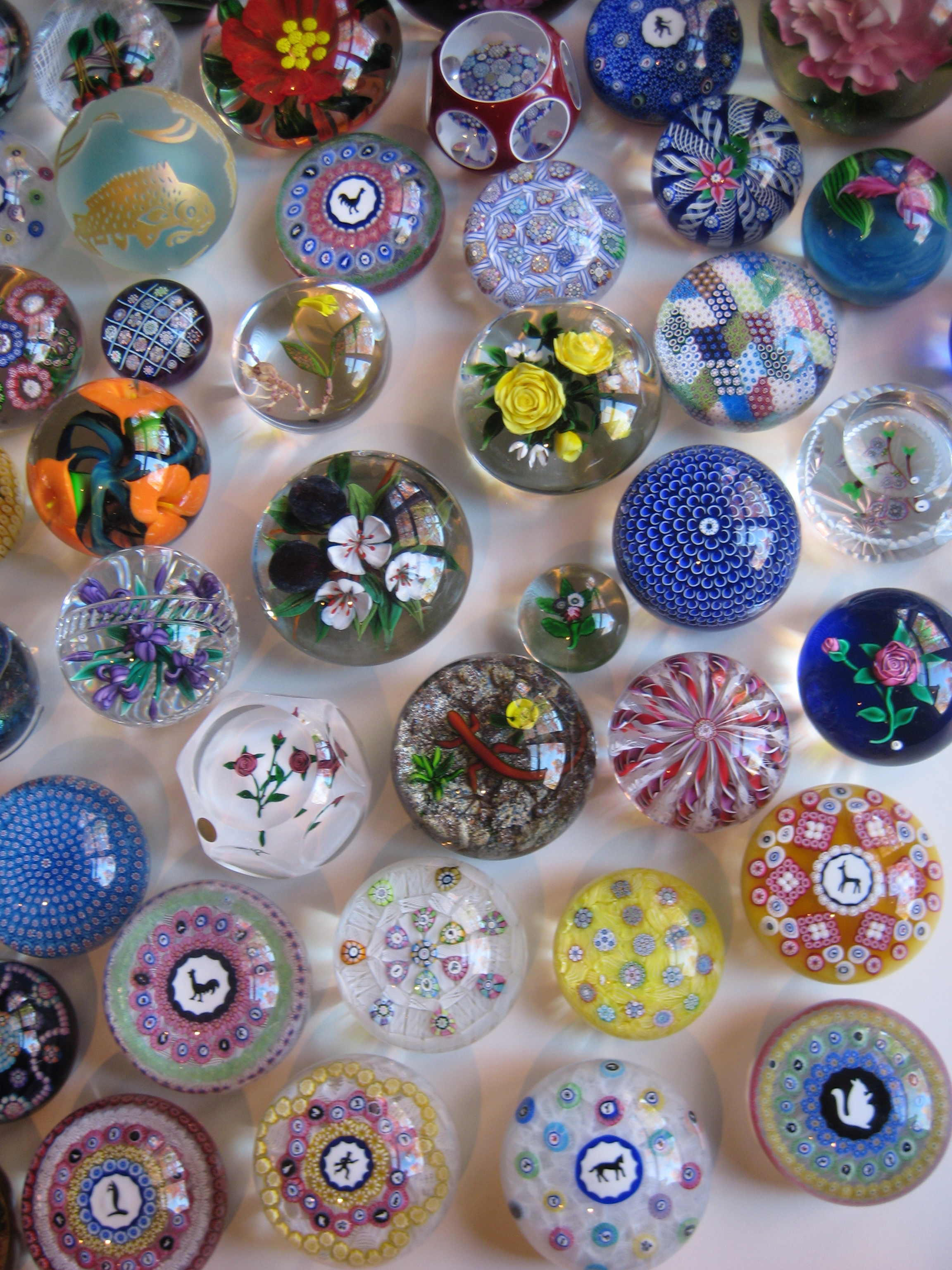
ガラスのペーパーウェイト

文鎮や、ペーパーウエイト（paperweight）として用いられる素材は、一般的には真鍮などの金属が多く、ガラスやアクリル樹脂などが用いられる事もある。いずれにしても、重さを利用するものであるから、ある程度密度が大きい素材が好ましい。また、手で触れる機会が多いので、毒性などが無い安全性に配慮された素材である必要があり、落下などの衝撃に対しての耐久性も必要とされる。
典型的な形状としては、文鎮であれば棒状の本体の中央にとってとなる突起がある形、あるいは円盤や一部分を平面とした球形などがある。
 ウィキメディア・コモンズには、文鎮に関するカテゴリがあります。

## 漬け物石
漬物の材料から水分を追い出しやすくするため、また材料が空気と触れる部分を少なくするために使用する。川石や、プラスチックで周りを覆った金属などが使用される。漬物の種類や漬物の段階によって重しの重さが調整される。

## バラスト
船において、船底に置く重量物をバラストという。今日では船底にタンクを設け、そこに水を注入する事でバラストとすることが多い。主には船の重心の位置を低く寄せる事で船の安定性をます効果を期待している。潜水艦においても、浮力を調整する目的で艦体内にタンクを設け、そこに注入する水を増減させるような構造を有しており、これもバラスト（バラストタンク）と呼ぶ。飛行船や気球などにおいて、やはり浮力を調整する目的で、砂袋などの重しを載せることが行われており、これもまたバラストと呼ばれる。

## カウンターウエイト
釣り合いおもりのことである。
クレーンや油圧ショベル、フォークリフトなど、重量物を吊るしたり、持ち上げたりする移動式の機械では、荷重が大きいと機械全体の重心位置が装置を支える車輪やクローラの外側に移動するため、荷重側に倒れてしまう。これを防ぐために、荷重側の反対側に、カウンターウェイトと呼ばれる錘を装備する。クレーンや油圧ショベルなど、旋回体を供えたものでは、旋回体の荷重の反対側に、フォークリフトやホイールローダーのように旋回構造を持たないものでは車両後部に、カウンターウェイトを装備する。カウンターウェイトを荷重の反対側に置くことで、重心位置が機械や車両の中心に近くなり、転倒を防ぐことができる。
特に荷重が大きなクレーンでは、荷重側の反対側にもデリックを装備し、その下にさらにカウンターウェイトを装備する場合もある。デリックを使うことで、カウンターウェイトを吊る位置が旋回中心より大きく離れるため、カウンターウェイトの効果が高くなる。
固定式旋回クレーンなど、移動式と比べて転倒の危険性が低いものでも、旋回ベアリングに対する曲げモーメントを低減するために、カウンターウェイトを装備する。
エレベーターでは、箱を吊すケーブルの反対側にカウンターウェイトを吊ることで、昇降用モーターの出力を小さくすることができる。

## アンカーブロック
吊り橋のロープをつなぎとめるために、吊り橋の両端に置かれる、コンクリート製の巨大な重しをアンカーブロックという。

## 死重
自動車・鉄道・航空機等の乗り物において、搭載する重しを死重（しじゅう）または死荷重と呼ぶことがある。いずれも英語のdead weightの直訳である。

### 使用例
操縦安定性の向上
リアエンジンの自動車で前後の重量配分を適正化させるため、エンジンから最も遠いフロントバンパー内などに錘を追加することがある。初期のポルシェ・911、初代スズキ・セルボなどの例がある。
牽引力の増強
日本では、戦時中の輸送力増強のため、機関車にコンクリート製の死重を搭載し、牽引力の増強が行われた。また、国鉄DE10形ディーゼル機関車は、基本番台では蒸気発生装置(SG)を搭載しているが、貨物列車牽引用の仕様ではSGは省略されている。しかし、そのままでは自重が減少することでレールと車輪との間の粘着力（摩擦力）が減り、牽引力の低下を招くため、SGと同じ重量のコンクリート塊を搭載することで牽引力の低下を防いでいる。国鉄EF64形電気機関車および国鉄EF80形電気機関車も同様（こちらは電気暖房装置(EG)の有無）。
軸重バランスの調整
国鉄EF63形電気機関車では、勾配上での軸重移動に対処するため、軽井沢方（峠の頂上側）の運転台下に板状の錘を搭載することで、軽井沢方台車の軸重を19 tに増加させていた（中間台車は18 t、横川方台車は17 t）。
試験
航空機を開発する際に行なわれる試験飛行では、最大離陸重量・最大着陸重量の条件下での試験も行なわれるが、この際には積み下ろしの手間がかからないようにするため、水タンクが設置される。このタンク内の水量を調節することで、積載重量の増減を行なう。同様のことは、鉄道車両や自動車でも行なわれる。